# Sainte-Reine-de-Bretagne
Sainte-Reine-de-Bretagne (bretonisch: Santez-Rouanez-Breizh) ist eine französische Gemeinde mit 2.447 Einwohnern (Stand: 1. Januar 2022) im Département Loire-Atlantique in der Region Pays de la Loire; sie gehört zum Arrondissement Saint-Nazaire und zum Kanton Pontchâteau. Die Einwohner werden Reinois genannt.

## Geographie
Sainte-Reine-de-Bretagne liegt etwa 25 Kilometer nördlich von Saint-Nazaire in der Landschaft Brière. Umgeben wird Sainte-Reine-de-Bretagne von den Nachbargemeinden Missilac im Norden, Pontchâteau im Osten, Crossac im Süden und Südosten, Saint-Joachim im Süden und Südwesten sowie La Chapelle-des-Marais im Westen und Nordwesten.
Am nordöstlichen rand der Gemeinde führt die Route nationale 165 entlang.

## Bevölkerungsentwicklung
| Jahr                       | 1962 | 1968 | 1975 | 1982 | 1990 | 1999 | 2006 | 2017 |
| Einwohner                  | 1260 | 1303 | 1497 | 1768 | 1779 | 1682 | 1789 | 2374 |
| Quellen: Cassini und INSEE |      |      |      |      |      |      |      |      |

## Persönlichkeiten
- René-Guy Cadou (1920–1951), Dichter